# ملك بر هانم
ملك بر هانم هي الزوجة الثانية للخديوي سعيد، و هي من أصول شركسية
تزوجها الخديوي سعيد عام 1854 و رزق منها بابنين هما الأمير محمود بك الذي توفي صغيرا، و الأمير محمد طوسون باشا 